# 布拉德伯里着陆场

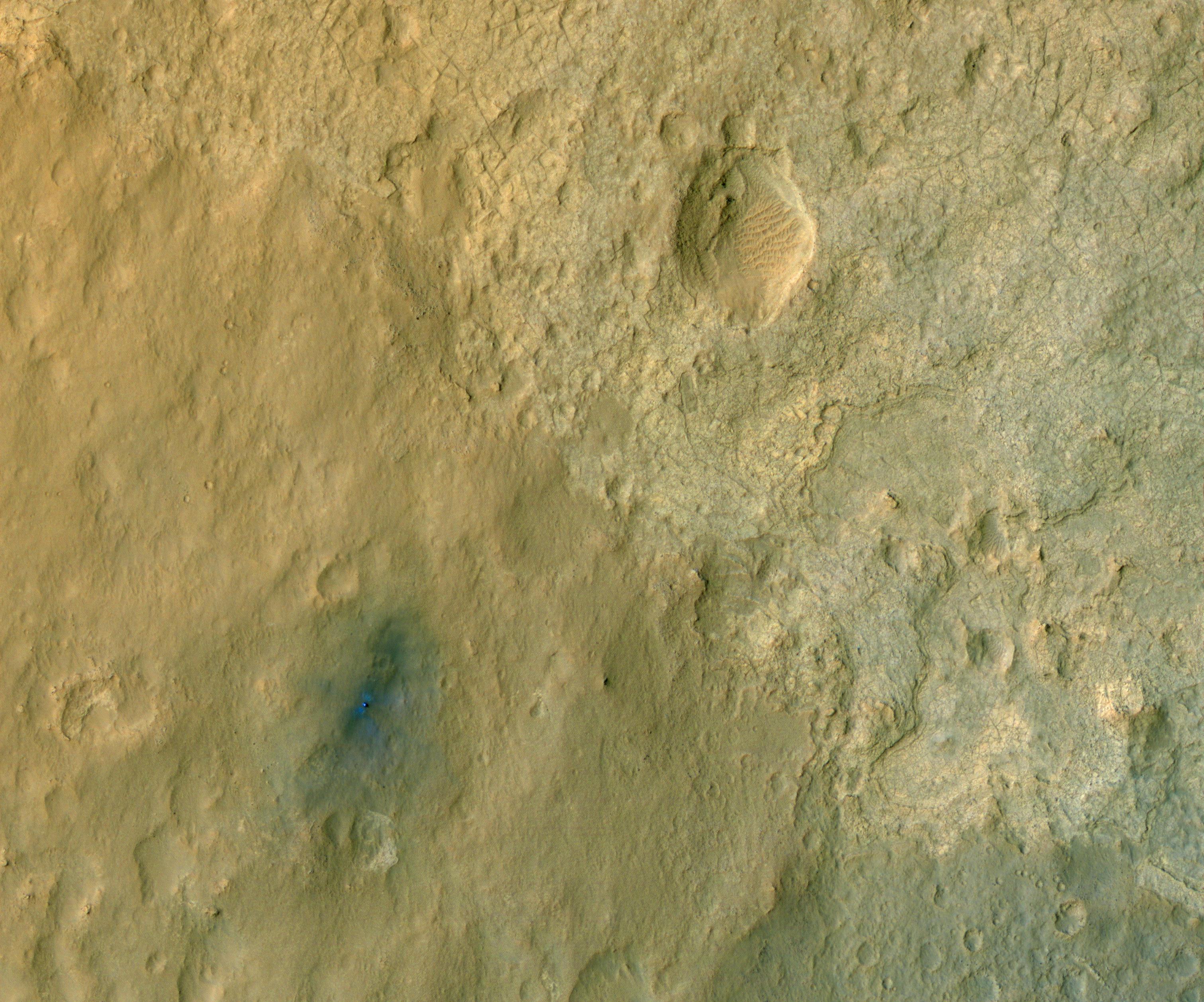
布拉德伯里着陆场-“好奇号”火星车的着陆点（2012年8月14日）。

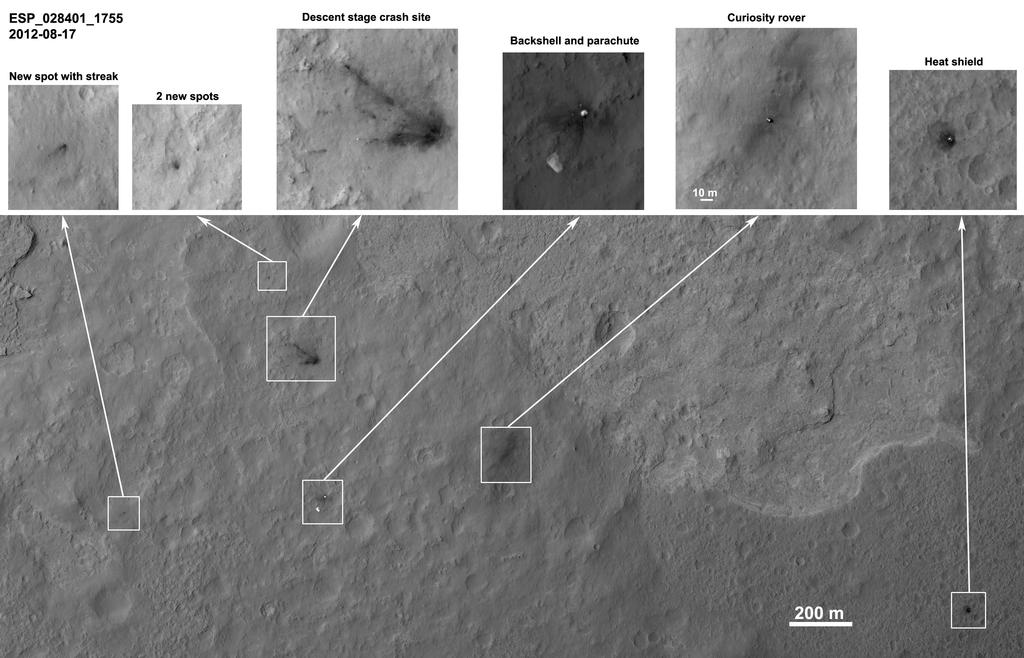
火星科学实验室碎片区（2012年8月17日），其中降落伞落在距火星车615米（2018英尺）的地方 (三维: 火星车/降落伞)。

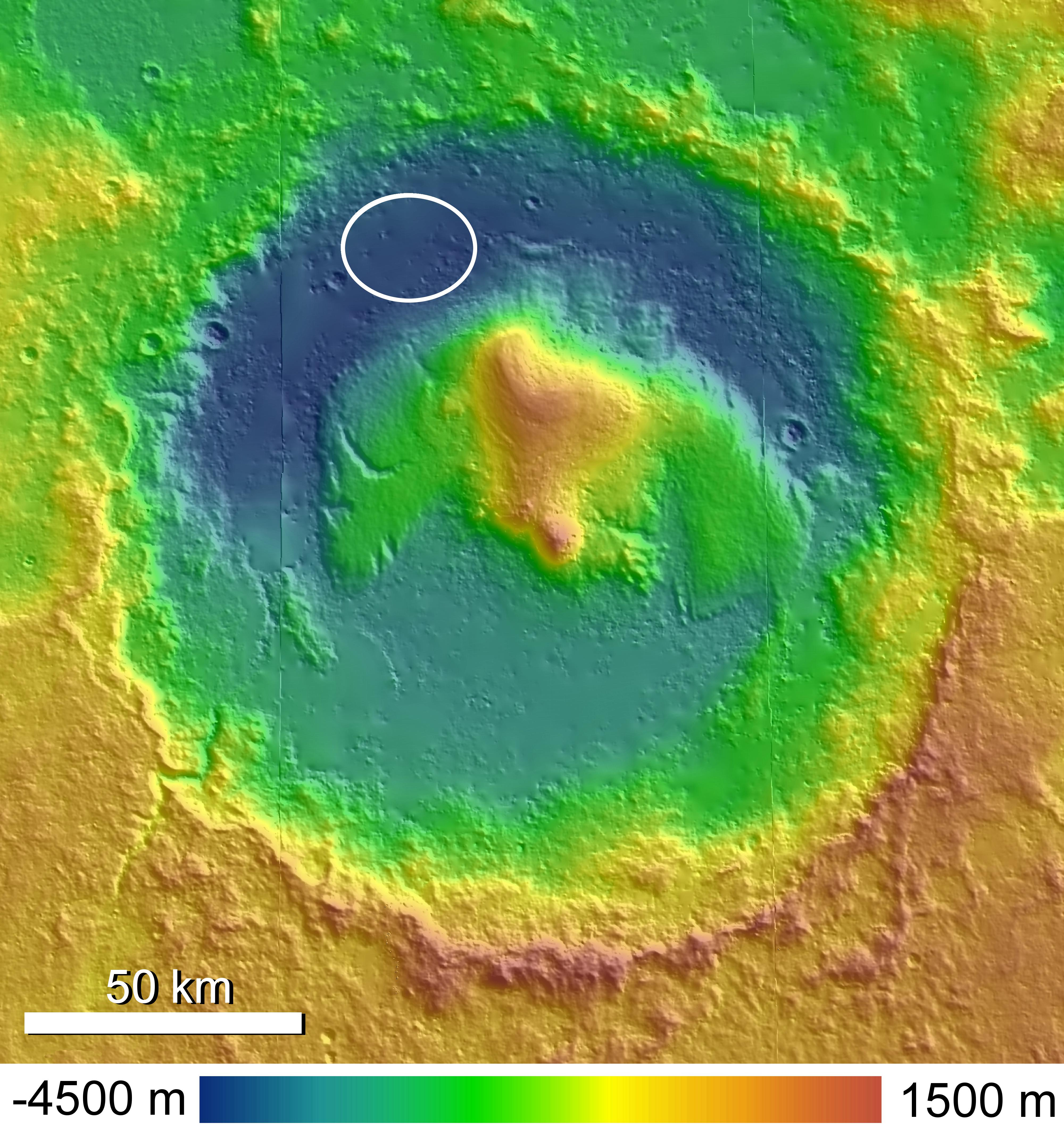
中间耸立着埃俄利斯山的盖尔撞击坑地图，”好奇号“火星车就着陆在陨坑西北部平原-埃俄利斯沼内的椭圆区。

布拉德伯里着陆场（Bradbury Landing）是2012年8月6日，火星科学实验室(MSL)"好奇号"漫游车在火星盖尔撞击坑内的着陆点。2012年8月22日，也是美國科幻小说作家雷·布拉德伯里出生92年诞辰，美国宇航局为纪念不久前（6月5日）去世的他，以他的名字命名了该地点。火星登陆点的坐标为: 4°35′22″S 137°26′30″E / 4.5895°S 137.4417°E.。
2012年夏，火星车驶离了该特定着陆地点，但由于着陆的方式，那里没有实际着陆器。根据火星轨道飞行器的记录，着陆时留下的印迹和喷气痕迹正被火星风中慢慢吹去。

## 描述
盖尔撞击坑是2012年火星科学实验室的着陆点，坑内坐落了一座由层状岩构成，高出坑底约5.5公里（18000英尺）的埃俄利斯山（“夏普山”），“好奇号”将对它进行勘查。该着陆地位于撞击坑内夏普山前埃俄利斯沼“黄刀”51方格中的一处平坦区，目标着陆点位置是一个20×7公里（12.4×4.3英里）的椭圆形区域。盖尔撞击坑的直径为154公里（96英里），在飞越5.63亿公里（3.5亿英里）的旅程后，火星车最终着陆位置距离计划的椭圆着陆区中心不到2.4公里。
着陆点含有从陨石坑壁上冲刷下来的物质，这将使科学家有机会调查形成该地区基岩的岩石。椭圆着陆区也分布着一种非常致密、色泽很亮的岩石类型，与之前在火星上勘查过的任何岩石类型都不同，这可能是一座古老普拉亚湖泊的沉积物，将可能成为有机分子探测任务的首个目标。
着陆点附近有一块被命名为“古尔本的岩石露头”，这块岩石露头以及东面稍远处包括“林克”和“霍塔”等在内的其他几块岩石，都暗示了在一条古老河床中曾有过“奔涌”的水流。
对“好奇号”最具探测价值的区域位于越过一片深色沙丘地的椭圆着陆区边缘，在这里，轨道飞行器上的仪器探测到了粘土矿物和硫酸盐特征。研究火星的科学家对这些矿物如何反映火星环境变化，尤其是火星表面水量的变化提出了多种假设。火星车将使用完整的仪器组件来研究这些矿物及其形成方式。某些矿物，包括盖尔山底附近富含粘土和硫酸盐的地层，能够很好地保留住有机化合物-可能的生命印迹，并保护它们免受氧化。
切入土丘中的二道峡谷，穿过了含粘土矿物和硫酸盐的沉积层，这些峡谷所暴露的岩层，代表了数千万年或数亿年的环境变化。“好奇号”也许能调查距椭圆着陆区最近的峡谷地层，从而了解该星球上悠久的环境变迁史。峡谷中还含有沉积物，这些沉积物是由切开峡谷的水流所携带的，并与水相互作用，当时的环境可能适宜居住。因此，沉积在离椭圆着陆区最近峡谷口的岩石就成为寻找有机分子的第三个目标。
2015年3月27日，美国宇航局报告说，自2012年着陆以来的两年半时间里，着陆点留下的痕迹逐渐从视野中消失。

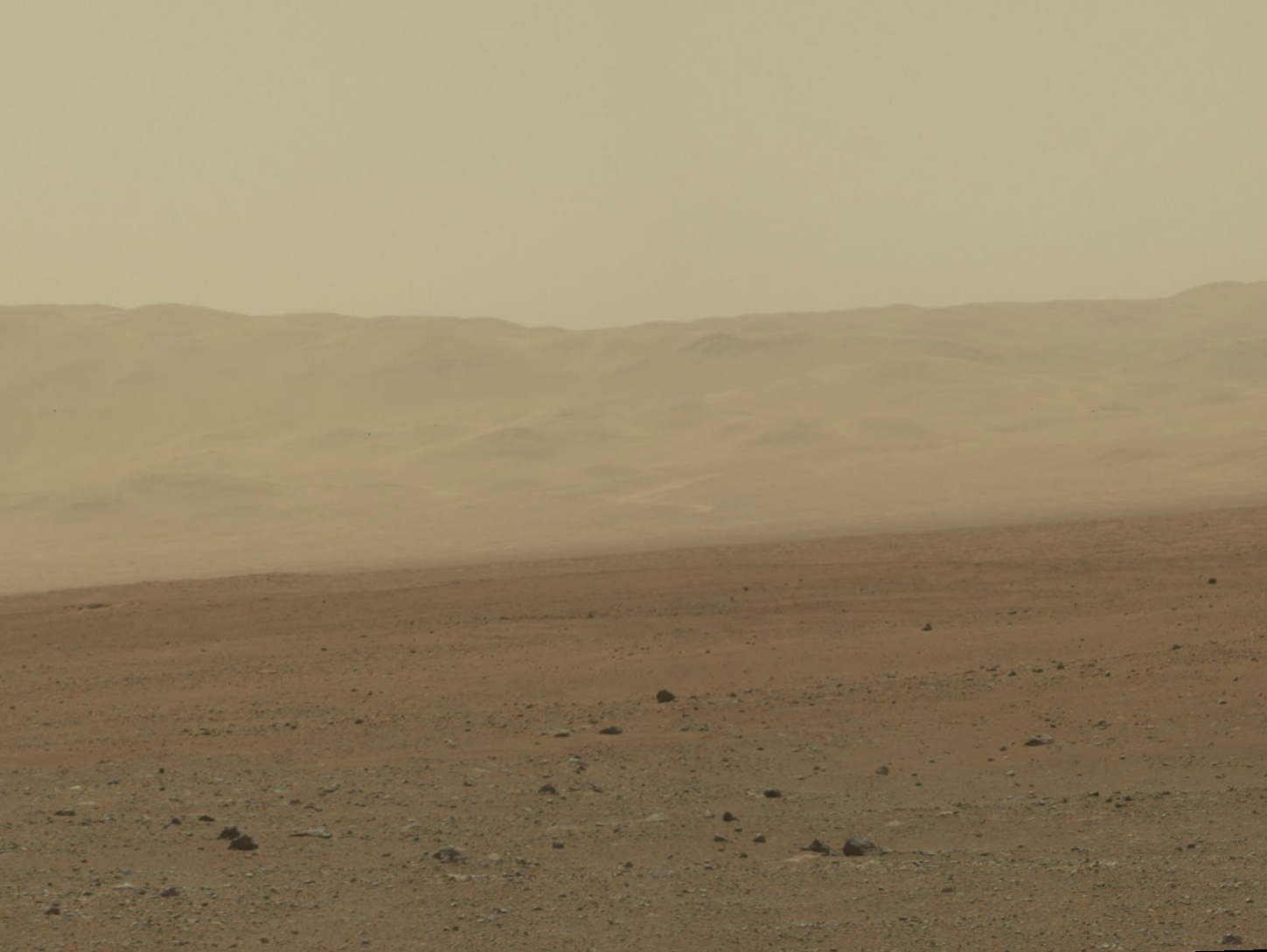
2012年8月9日，好奇号”火星车看到的布拉德伯里着陆场。

## 雷·布拉德伯里
在命名该地点时，美国宇航局“好奇号”项目科学家迈克尔·梅尔（Michael Meyer）说：“对研究团队来说，这不是一个困难的选择，雷·布拉德伯里为梦想火星上有生命而写的那些故事鼓舞了我们中的许多人和数百万其他读者”。1950年，布拉德伯里撰写的小说《火星纪事》，讲述了火星原住民与美国对火星探索和定居的故事。“好奇号”团队在推特上留言“为表示敬意，我把我在火星上的着陆点献给你，雷·布拉德伯里，来自布拉德伯里着陆场的问候”！
作为命名的一部分，美国宇航局发布了布拉德伯里1971年的一段视频，视频中布拉德伯里在朗读他的诗篇《但愿我们曾经更高》，这首诗是关于人类对太空探索的追求。

## 另请查看
- 伊奥利亚沼#太空探测
- 好奇号火星车着陆点
- 石巢
- 地外纪念物列表
- 奥克塔维娅·埃·巴特勒着陆场